# اکس‌علی، کوزلوک
اکس‌علی، کوزلوک (به لاتین: Akçalı, Kozluk) یک منطقهٔ مسکونی در ترکیه است که در استان باتمان واقع شده‌است.

## خصوصیات
اکس‌علی ۱۶۴ نفر جمعیت دارد.